# Severin Pfalz
Severin Pfalz (* 10. November 1796 in Eger, Königreich Böhmen; † nach 1846) war ein böhmischer Maler der Romantik.

## Leben und Werk

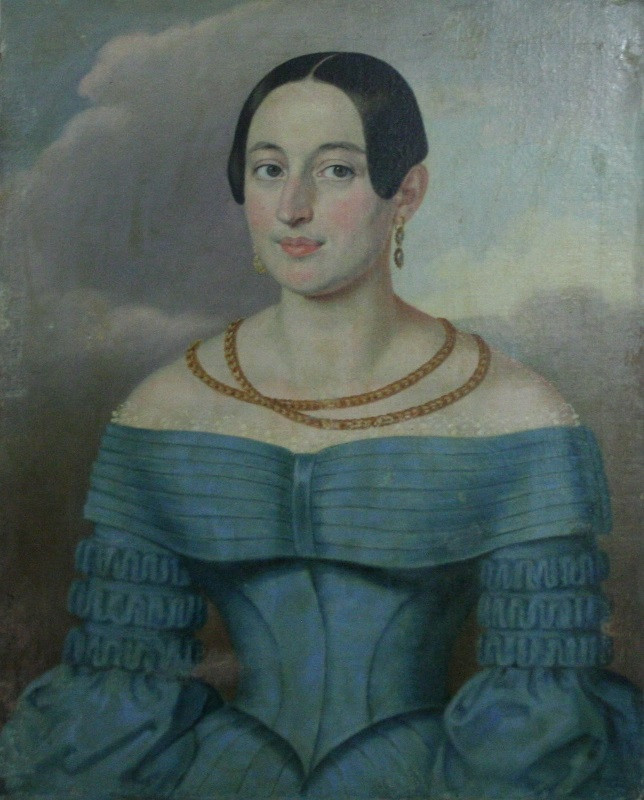
Frauenportrait (1841), Brünn, Moravská galerie

Er wurde als Sohn von Thomas Pfalz, einem Miniaturmaler aus Eger, und dessen Ehefrau Rosina geb. Winiklerová geboren. 
Nach dem Studium an der Prager Akademie verbrachte er von September 1827 bis Ende April 1830 mit einem Stipendium in Rom und ließ sich nach seiner Rückkehr 1832 in Prag nieder. 1834 porträtierte er den Harfenisten Josef Haisler (Häusler); das Gemälde ist aus einem Druck von M. Perlmutter bekannt. 

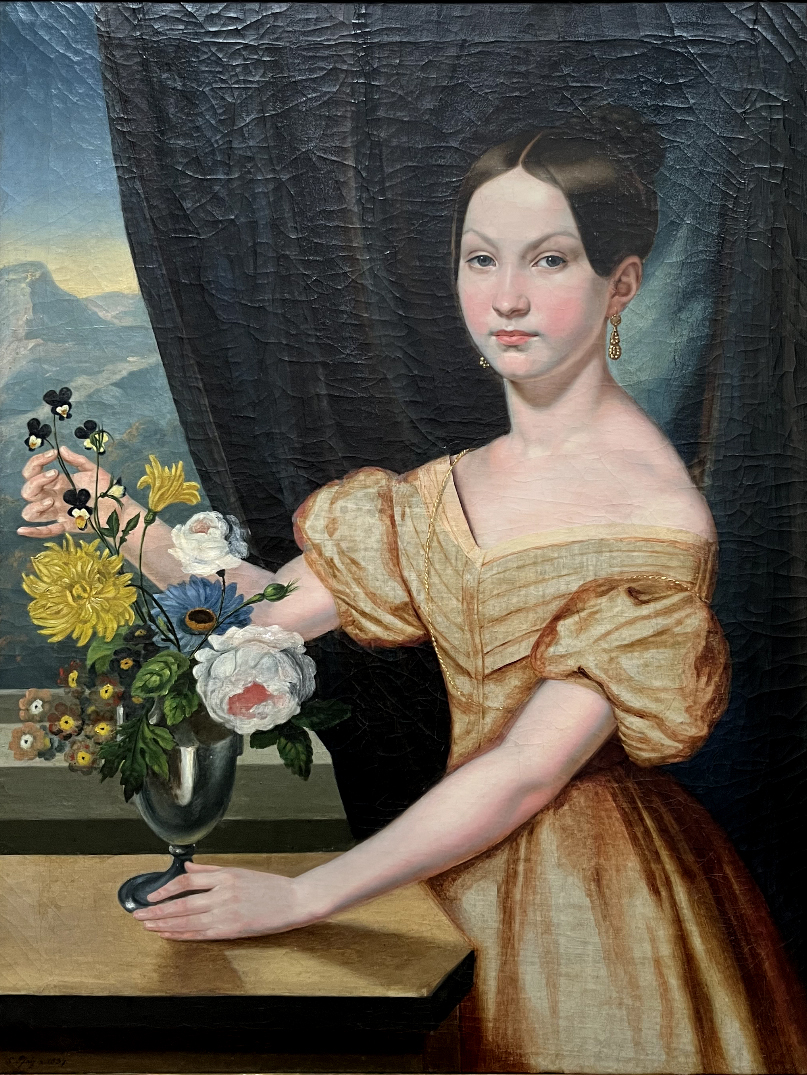
Severin Pfalz, Junges Mädchen mit Blumen, Öl auf Leinwand

Spätestens ab 1843 lebte er in Troppau, wo er im Laufe von drei Jahren 120 Porträts schuf. Die zeitgenössische Presse berichtete auch über seine Arbeit in Troppau und Umgebung. Er malte zudem mehrere Kirchen aus. Beispielsweise malte er ein Bild des Hl. Nikolaus für die Kirche in Jindřichov (Hennersdorf), Schlesien. 1846 schuf er ein Altarbild des Schutzpatrons für die Kirche des Hl. Johannes des Täufers in Skřipov. Zwei unsignierte Porträts befinden sich im Besitz der Mährischen Galerie in Brünn. 
Anzeigen, die er 1832 in Prag und ab 1843 in Troppau in der Presse veröffentlichte, zeugen von seinem Sinn für kaufmännische Belange.
Familienleben
Severin Pfalz war verheiratet mit Terezie geb. Borofková (Borovková), die aus Brloh im Bezirk Český Krumlov stammte. Die Taufregister von Troppau verzeichnen die Geburt von vier Kindern: Elisabeth (1843–1849), die Zwillinge Mathias und Maria (*† 1845) und Anna (* 1846). Die ersten drei Kinder starben früh. 